# سیرو (کهک)
سیرو، روستایی از توابع بخش مرکزی شهرستان کهک در استان قم ایران است.

## جمعیت
این روستا در دهستان کهک قرار دارد و براساس سرشماری مرکز آمار ایران در سال ۱۳۸۵، جمعیت آن ۸۳۷ نفر (۲۴۷خانوار) بوده‌است.